# Rosario Bentivegna
Rosario Bentivegna, né à Rome le 22 juin 1922 et mort à Rome le 2 avril 2012 , est un partisan, écrivain, médecin italien membre du GAP qui exécuta l'attentat de Via Rasella.

## Biographie
Rosario Bentivegna provient d'une famille sicilienne, particulièrement engagée dans les luttes du Risorgimento.   
En 1939, il fait partie d'un groupe d'« unification marxiste » qui attire l'attention de la police fasciste qui l'arrête en 1941.   
Aussitôt libéré, il adhère en 1943 au Parti communiste italien (PCI).
Avec l'armistice de Cassibile (8 septembre 1943) et la formation des Groupes d'action patriotique (GAP), il participe activement à la résistance, aussi bien à Rome que dans la zone de la Casilina, où il commanda des groupes partisans.
Le 23 mars 1944 avec Carla Capponi qui deviendra son épouse, il participe à l'attentat de Via Rasella qui provoque la mort de 33 soldats SS et qui sert de pretexte aux troupes d'occupation allemandes au massacre des Fosses ardéatines.
Quelques mois après la libération de Rome, Bentivegna décide de continuer la lutte antifasciste en Yougoslavie et au Monténégro.
Après la fin de la Seconde Guerre mondiale, il rentre en Italie où il reprend ses études afin d'exercer la profession de médecin du travail.
En tant qu'écrivain, il a écrit de nombreux livres sur les faits auxquels il a participé.

## Publications
- Rosario Bentivegna, Achtung Banditen! Roma 1944, Milan, Mursia, 1983, 1985, 1994.
- Rosario Bentivegna, Achtung Banditen. Roma prima e dopo via Rasella, Milan, Mursia, 2004.
- Rosario Bentivegna, Cesare De Simone, Operazione via Rasella. Verità e menzogne, Rome, Editori Riuniti, 1996.
- Carlo Mazzantini, Dino Messina, Rosario Bentivegna, C'eravamo tanto odiati, Baldini Castoldi Dalai, Milan, 1998 (saggio-intervista).
- Rosario Bentivegna, Via Rasella. La storia mistificata. Carteggio con Bruno Vespa, Introduzione di Sergio Luzzatto, Rome, Manifestolibri, 2006.
- (it) Rosario Bentivegna, Senza fare di necessità virtù. Memorie di un antifascista, Turin, Einaudi, 2011, 422 p. (ISBN 978-88-06-20690-1)
- Rosario Bentivegna, Medicina legale del lavoro, Ediesse 1995